# Leichtathletik-Weltmeisterschaften 2023/Teilnehmer (Haiti)
| Gelbes Symbol für Goldmedaillen mit stilisierten Olympischen Ringen | Graues Symbol für Silbermedaillen mit stilisierten Olympischen Ringen | Braundes Symbol für Bronzemedaillen mit stilisierten Olympischen Ringen |
| ------------------------------------------------------------------- | --------------------------------------------------------------------- | ----------------------------------------------------------------------- |
| —                                                                   | —                                                                     | —                                                                       |

Der Leichtathletikverband von Haiti hat für die Leichtathletik-Weltmeisterschaften 2023 in Budapest einen Sportler gemeldet.

## Ergebnisse

### Männer

#### Laufdisziplinen
| Athlet        | Disziplin    | Vorlauf    | Vorlauf | Halbfinale | Halbfinale | Finale | Finale |
| Athlet        | Disziplin    | Zeit       | Platz   | Zeit       | Platz      | Zeit   | Platz  |
| ------------- | ------------ | ---------- | ------- | ---------- | ---------- | ------ | ------ |
| Ives Cherubin | 110 m Hürden | 13,56 s PB | 24      | 13,66 s    | 21         | DNQ    | DNQ    |